# Bischof-Neumann-Schule

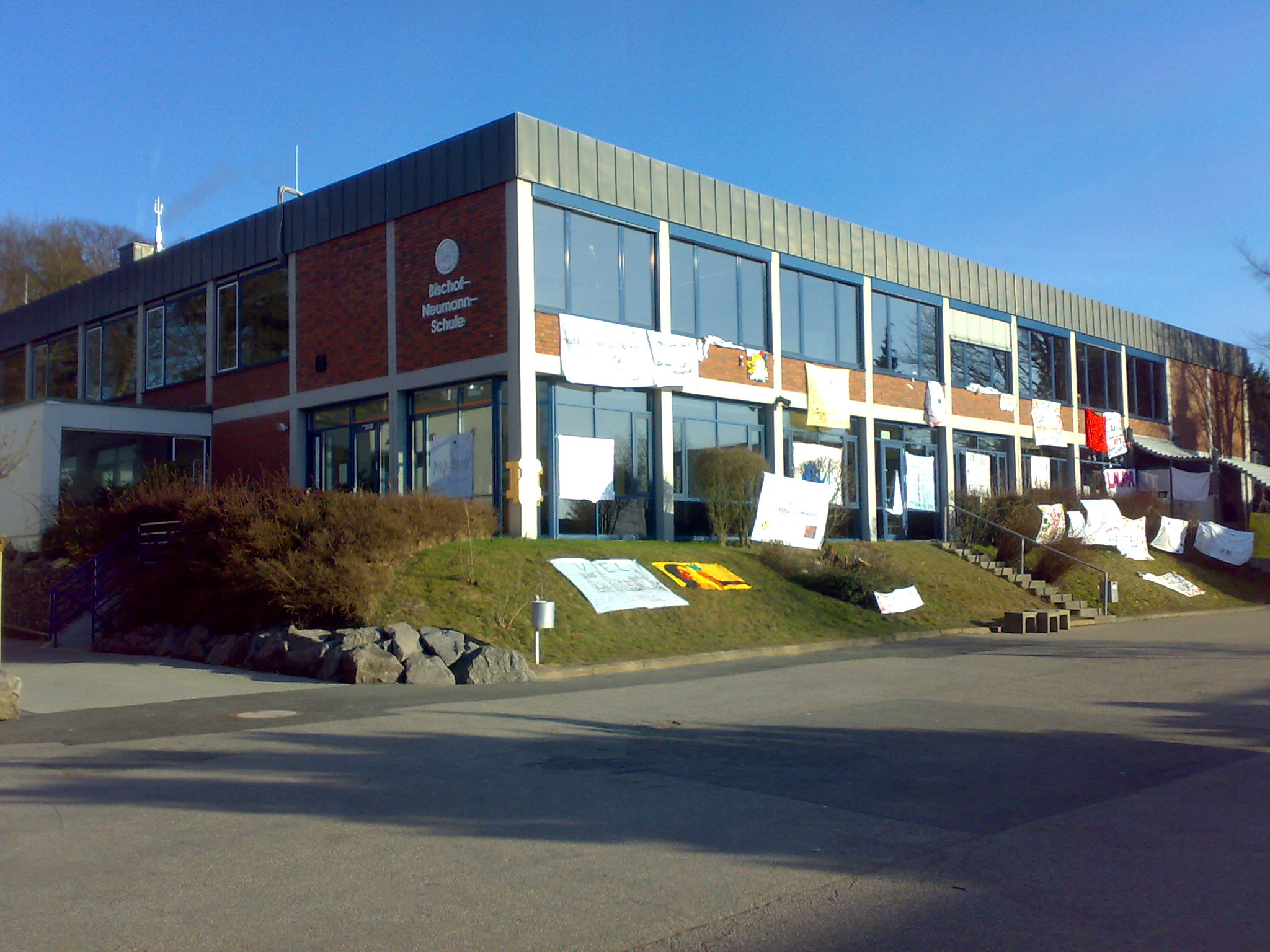
Hauptgebäude

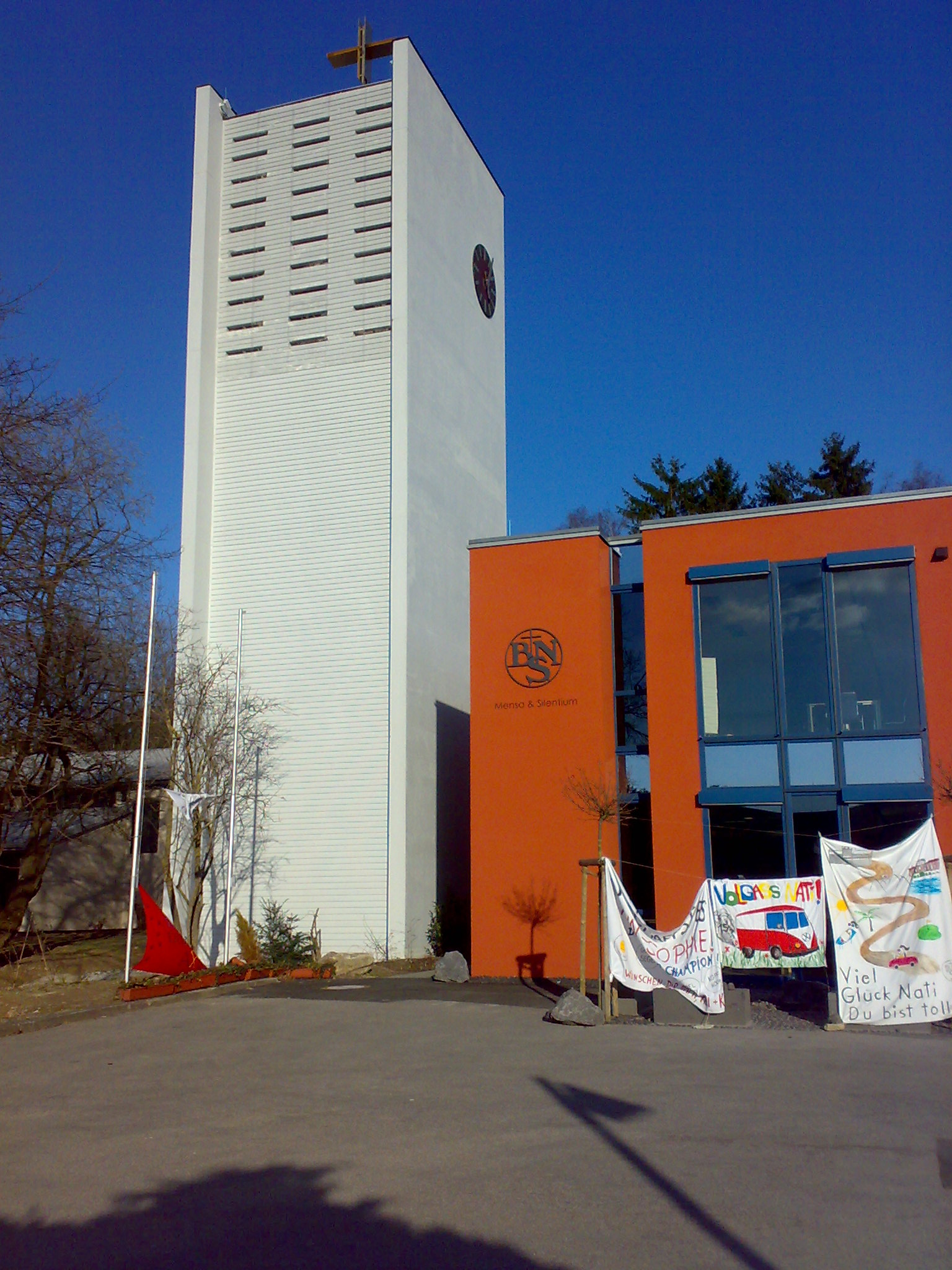
Kirche und Mensa der Schule

Die Bischof-Neumann-Schule ist eines von drei Gymnasien in Königstein im Taunus und eine staatlich anerkannte Privatschule in katholischer Trägerschaft. Schulträger ist die St. Hildegard-Schulgesellschaft mbH des Bistums Limburg. Benannt wurde die Schule nach Johannes Nepomuk Neumann, einem amerikanischen Bischof aus Philadelphia und Heiligen der katholischen Kirche. Bis zum Ende des Schuljahres 1985/86 war die Schule ein reines Jungengymnasium, ab 1986 wurden im Sinne der Koedukation auch Mädchen ab der Anfangsklasse zugelassen (vorher, seit 1982, nur in begründeten Einzelfällen).

## Geschichte
Die Schule wurde am 15. November 1946 als St. Albert-Schule gegründet. Das Internat sollte der Ausbildung des Priesternachwuchses der aus Osteuropa vertriebenen Theologen dienen. 1947 wurde die St. Albert-Schule Teil des Albertus-Magnus-Kolleg e. V. Schul- und Internatsgebäude war das untere der beiden Königsteiner Kasernengebäuden. Im Jahr 1949 begann die Philosophisch-Theologische Hochschule Königstein mit der Ausbildung im oberen Kasernengebäude.
Die St. Albert-Schule wurde Ende der 1950er Jahre zum Vollgymnasium. Zu diesem Zeitpunkt besuchten 270 Jungen die Schule. Durch den Ausbau litten Hochschule und Schule an Platzmangel. Mit der Einweihung des neuen Gebäudes am 15. November 1966 war auch die Umbenennung in Bischof-Neumann-Schule verbunden.
Weiterhin war die Schule den Heimatvertriebenen verpflichtet. Sie berichtete im Jahresbericht, dass 55 % der Schüler Söhne ostdeutscher Vertriebener seien. Als einziges Gymnasium in der Bundesrepublik Deutschland bot sie Russisch, Polnisch und Tschechisch als Wahlpflichtfächer an.
1971 wurde die Schule auch für evangelische Jungen geöffnet, 1982 für Schülerinnen. Ende der 1970er Jahre wurde die Zahl von 1000 Schülern erreicht; es gab bis zu fünf Parallelklassen je Jahrgang. Zeitweise wurde auch die Hälfte des „Oberhauses“ für Schulzwecke adaptiert. 2001 erfolgte der Neubau des Hauptgebäudes. Seitdem wurde noch die Mensa eröffnet. Am 31. Mai 2021 wurde die Kollegskirche nach ihrer Schließung im Jahr 2016 und einer Grundsanierung durch den Limburger Bischof Dr. Georg Bätzing wiedereröffnet.
Die Bischof-Neumann-Schule ist eine G8 Schule. Zurzeit besuchen ca. 820 Schülerinnen und Schüler die Schule.

## Besonderes Schulprofil
Das Motto der Schule lautet Παιδαγωγεῖν εἰς Χριστόν – Educare in Christum, womit die christliche Ausrichtung betont wird. Es gibt mehrere gemeinsame Gottesdienste im Jahr.
Evangelischer bzw. katholischer Religionsunterricht ist bis zum Abitur verpflichtend, das Fach Ethik wird nicht angeboten.
Latein ist für alle Schüler die erste Fremdsprache von der fünften Klasse bis zum Latinum in der Klassenstufe 10.
Englisch ist ab der fünften Klasse die zweite Fremdsprache (gleichzeitig mit Latein), in der achten Klasse können die Schülerinnen und Schüler Französisch oder Alt-Griechisch als dritte Fremdsprache wählen. Seit 2015 stehen auch Naturwissenschaften als Ersatz der dritten Fremdsprache zur Verfügung.
2007 hat die Schule vom Deutschen Tanzsportverband zum ersten Mal die Auszeichnung „Tanzsportbetonte Schule“ erhalten, seit dieser Zeit durchgehend, zuletzt 2025.

## Schüleraustausch und Studienfahrten
Ein Schüleraustausch findet mit dem Lycée Externat – Chavagnes in der französischen Stadt Nantes statt.
In Jahrgangsstufe 5 findet eine Klassenfahrt nach Bad Kreuznach, in der Jahrgangsstufe 7 ein Skilehrgang in Österreich und in der Jahrgangsstufe 8 eine Fahrt nach England statt. In der Jahrgangsstufe 9 besuchen alle Schülerinnen und Schüler die KZ-Gedenkstätte Buchenwald und Weimar. In der Oberstufe fahren alle mit ihren Religionskursen im Rahmen der „Klostertage“ für drei Tage in ein katholischen bzw. evangelisches Kloster. Zudem finden in der Qualifikationsphase Studienfahrten nach Griechenland und Rom statt.
Besuche von Schülern und Lehrern der Partnerschule St. Bernhard School/Kiserian in Kenia finden ebenfalls statt.

## Schulpartnerschaft
Seit dem 60. Geburtstag der BNS im Jahr 2006 besteht eine Schulpartnerschaft mit der St. Bernhard's School in Kiserian/Kenia.
Die Schülerinnen und Schüler der BNS haben sich dazu verpflichtet, jedes Jahr einen bestimmten Geldbetrag zur Unterstützung der Partnerschule zu erarbeiten. Jährlich kann durch Schüleraktionen, Spenden etc. ein Betrag zwischen 10.000 und 25.000 Euro erwirtschaftet und der St. Bernard's School zur Verfügung gestellt werden.
Der Kontakt zur Schule geschieht über den Orden der Heilig-Geist-Schwestern (Opus Spiritus Sancti).

## Verein der Ehemaligen der BNS und Förderverein
Ein Ehemaligen-Verein mit ungefähr 920 Mitgliedern unterstützt besondere Projekte der Schule finanziell. Er knüpft auch ein Netzwerk ehemaliger Schüler und veranstaltet alle zwei Jahre ein Ehemaligen-Treffen.
Seit der ersten Veranstaltung im Jahr 1992 sprachen hier unter anderem Karl Otto Pöhl, langjähriger Präsident der Deutschen Bundesbank, der ehemalige Bundesverteidigungsminister Peter Struck, der Herausgeber der FAZ Werner D’Inka, der ehemalige israelische Botschafter in Deutschland Avi Primor, der ehemalige Bundesminister für Wirtschaft und Arbeit Wolfgang Clement und Bundesinnenminister Wolfgang Schäuble.
Der Ehemaligenverein veranstaltet regelmäßig Berufsberatungen und organisiert Treffen der ehemaligen Schülerinnen und Schüler.
Der Verein der Freunde und Förderer der Bischof-Neumann-Schule e.V. feierte im Jahr 2025 sein 50-jähriges Jubiläum. Er Verein unterstützt die Schule seit seiner Gründung bei der Realisierung von Baumaßnahmen, schulischen Veranstaltungen, Projekten, Fahrten etc. und besonders im Bereich der Digitalisierung.

## Bekannte ehemalige Schüler
- Gerhard Pieschl (* 1934), emeritierter Weihbischof, Bistum Limburg
- Jürgen Banzer (* 1955), ehemaliger hessischer Staatsminister
- Richard Caesar (* 1962), Filmregisseur, Drehbuchautor und Fotograf
- Martin Blessing (* 1963), Mitglied der Konzernleitung und Co-President Global Wealth Management der UBS Group AG, ehemaliger Vorstandsvorsitzender der Commerzbank AG
- Christof Obermann (* 1963), Professor und Leiter der Fakultät für Wirtschaftspsychologie an der RFH Köln
- Martin Maria Schwarz (* 1963), Rundfunkmoderator, Sprecher und Autor
- Matthias Gaudron (* 1965), Priester, Dogmatiker und Autor
- Bernd Krause (* 1965), Nuklearmediziner
- Robert von Heusinger (* 1967), Wirtschaftsjournalist
- Ulrich Krebs (* 1968), Landrat des Hochtaunuskreises
- Andreas Paulus (* 1968), Professor für Völkerrecht an der Universität Göttingen und Richter des Bundesverfassungsgerichts
- Bernd Schlüter (* 1969), Jurist
- Dirk H. Breiding (* 1970), Kunst- und Waffenhistoriker, Museumskonservator
- Matthias Keller (* 1970), Synchronsprecher
- Frank Blasch (* 1977), Kommunalpolitiker
- Stephan Herzberg (* 1978), Philosoph
- Jan Küveler (* 1979), Journalist und Autor